# ギャラクシーウォーズ
『ギャラクシーウォーズ』 (Galaxy Wars) とは、ユニバーサル（現・ユニバーサルエンターテインメント）が1979年（昭和54年）8月に発売したアーケードゲーム式コンピュータゲームである。ジャンルはシューティングゲーム。タイトーからもライセンス生産されているが、両メーカー版には微妙な違いが存在する（後述）。

## 概要
プレイヤーはレバーの左右とジェット噴射ボタンでミサイルを誘導し、左右に動くUFOを撃ち落とし続けることを目指す。

### 登場キャラクター
ミサイル（発射前）
まず画面下部に、発射台に載ったミサイルが登場する。プレイヤーはレバーで発射台を左右に動かし、ボタンを押すとミサイルが発射、上昇を開始する。
また隕石の一番低い位置（詳細は後述）はミサイルの上部と高さが同じため、発射せずためらっていると、隕石に当たってミスすることになる。
なお残機表示は一般に、プレイヤーキャラクターと同じキャラクターを画面の隅に表示しておくものだが、本作の残機表示はミサイルでなく、発射台が使われている。
ミサイル（発射後）
ボタンを押さない時は効果音もバックファイアーも出ず、横に動く時の速度はUFOが残り6機の時と同じ。ボタンを押している時は効果音とバックファイアーも出て、横に動く時はUFO2機と同じ。
UFOに当てられずに画面の上まで行ったミサイルは、しばらくすると下からまた発射台ごと再登場する。
3,000点で発射台が1基増える（『インベーダー』は1,500点）。ミサイルが隕石やUFOの光線に当たるとミスとなり発射台が1基減る。発射台が0になったらゲームオーバーとなる。
ミサイルは、成功（UFOに命中）・失敗（隕石や光線に当たる）にかかわらず結局は爆発するため、「どっちも爆発なのに、なぜ命中したら点数になって弾に当たると1ミスなのか」と疑問を呈されている。
UFO
画面上を上段は右に、その下段では左に、面スタート時はそれぞれ4機ずつ移動しており、上部では触手のような腕が動いている。
ミサイルの当たった位置によって得点が変化するのも特徴で、横→下部→下の突起部分2ヶ所の順に得点が上昇する。1面ではそれぞれ50点→100点→150点。面クリアのたびに上昇していき、最高は450点→400点→550点。
また1面ごとに1度、特定の順番のUFOを突起部分で当てるとボーナス600点が得られる。
UFOの光線
UFOが画面上に最大3発まで撃ってくる（これは『インベーダー』や後述の『ルナレスキュー』も同じ）。『インベーダー』の光線は3つとも形状が違っていたが、本作ではすべて「ニョロニョロ線」で統一。面クリアするたびに落下速度が上がっていく。
ミサイルに当たればミサイルは爆発するが、当たり判定に隙があり、ミサイルの先端中央よりやや斜めで光線を受けると、光線が弾かれるバグがある。これは比較的高い確率で発生する。
隕石
UFOとミサイルの発射台の間を右往左往しており、画面の端まで行くと、一段下がって反対方向へ動く、いわゆる牛耕式の動きをする。左下まで行きつくと左上から再度現れる。
キャラデザイン・移動速度とも全ステージを通して同じ。左へ動く隕石（UFO6機と同じ）より右へ動く隕石（同3機と同じ）の方が速い。このため2つの隕石が連続して動くと、左へ動く時は少し間隔が開く。
1面では6個存在するが、面クリアするたびに1つ増え、ゲームが進むと画面じゅうが隕石だらけになる。ミサイルにとっても進みにくいが、反面UFOの光線を避けるための防御に使える。

### その他
- 特定の面をクリアすると「GOOD!」や「VERY GOOD!」などのメッセージが表示され、システム上は33面をクリアすると「GIVE UP!!」と表示される。後述する『ゲームセンターあらし』では、33面クリアで終了するイメージで描かれているため誤解されることも多いが、実際にはゲーム自体は続行する。なお後述のユニバーサル版では、タイトー版とくらべてメッセージの表示面の種類が多い。このメッセージ演出は当時のタイトーでは『バルーンボンバー』など多くのゲームに引き継がれ、タイトー以外では『ドラキュラハンター』などにも見られる。
- ミサイル登場時からUFOを撃墜しないまま1分30秒たつ（ミサイルが画面上部に行っても、UFOを撃墜せず下から出てくることを繰り返すことで可能）と残機が1となり、そこからさらに1分（つまり2分30秒）たつとゲームオーバーとなる。これは後世の用語で言う永久パターン防止機能である。

## 製品情報として
本作はインベーダーブーム終了後の次なるヒット作を模索していたポスト『インベーダー』の一つであり、『インベーダー』基板からROMの交換のみで簡単に改造できる点が特徴であり、以下のように『インベーダー』との技術的な対比も多く存在する。ちなみにROM容量が『インベーダー』は約8キロだが、本作は半分の約4キロしかない。

### サウンド
『インベーダー』では8種類のサウンドチャンネルが使われていたが、本作ではまったく同じ音を4種類だけ使っている。
- ミサイルの上昇音 - 『インベーダー』ではUFOの飛行音として使用。『インベーダー』と本作で使用目的が違う音はこれだけ。
- UFOの破壊音
- ミサイルの増加音
- ミサイルの爆発音

### ユニバーサル版とタイトー版
タイトーが『スペースインベーダー』をヒットさせると、非常に多くのメーカーが『インベーダー』のコピーゲームを発売した。これまで黙認されてきた、アーケードゲームやテレビゲームの著作権違反に対する考えは、この頃から正当な手段が活発化しつつあり、タイトーは何社かのメーカーに訴訟を行っている。この過程で『インベーダー』のコピーゲーム『コスミックモンスター』を発売していたユニバーサルはタイトーと1979年9月に和解し、見返りとして本作がタイトーにライセンスされた。
なお当時のユニバーサルの基板はタイトーの『インベーダー』そのままでなく、独自の改造がほどこされていた。カラーの場合タイトーの『インベーダー』では、自機が爆発した時は画面全体が赤一色になるが、ユニバーサルの『コスミックモンスター』はUFOを撃墜した時赤一色になり、自機が爆発した時は青一色になる。ユニバーサルの他のゲームでは『ギャラクシーウォーズ』のほか『ミスターガンマン』も同じ基板のため、同様に自機がやられると青一色になる。
話を戻して、ユニバーサルからライセンスされたタイトー版は、前述のユニバーサル版基板をそのままタイトーで作ったのでなく、タイトー版基板で作っており、ハード的に違いが存在する。生産枚数も、コピーゲームのコピー元も、どちらもタイトー版が圧倒的に多かった。

### その他のバリエーションの違い
タイトーの工場出荷版
発射位置のミサイル・UFOの上段・下段とも白になっている点が特徴。
タイトーの『インベーダー』基板改造版
UFOの上段がピンク、下段が紺色になり、発射位置のミサイルも二色になってしまう。タイトーのカラー版でやられると赤一色になることは、前述した通りである。
タイトーの『インベーダー』アップライト筐体改造版
アップライト筐体のほとんどは色セロハンを使用しており、UFOは紫、発射位置のミサイルは緑色で表示される（これはアップライト・色セロハン式『インベーダー』と同じ）。筐体外部のイラストは、アップライト式『ギャラクシーウォーズ』用のものが描き起こされている。
MAME版
この時代のゲームの資料が不足しているため、発射位置近辺は色セロハン風に緑、UFOの位置は赤になっている（これはMAME版『インベーダー』と同じ）。なおMAMEの解説ドキュメントではユニバーサル版とタイトー版を分けてリリースしているが、2010年現在、中身はどちらもタイトー版である。

## 関連作品

### アーケード
ゲーム名・キャラデザインともオリジナルと同じままのコピーゲームが多数登場していたため、ここでは何らかの変更をおこなったゲームのみ紹介する。
マリンウォーズ（豊栄産業→後のバンプレスト）
豊栄による『インベーダー』のコピーゲームで、『スペースストレンジャー』からの改造で、1980年10月リリース。マリンという名前通り舞台を海とし、キャラデザインがUFO→軍艦（潜望鏡を左右に振っている）、隕石→魚、ミザイル→魚雷に変更されている。ただし豊栄のコピーゲームがすべてこのアレンジで出荷されたのではなく、ゲーム名・キャラデザインとも『ギャラクシーウォーズ』のままリリースされたバージョンも存在していた。出典は『アーケードTVゲームリスト 国内・海外編』（アミューズメント通信社）で確認できる。
スペースランチャー（任天堂レジャーシステム）
『ギャラクシーウォーズ』の改良版で、1979年11月リリース。主な特徴は以下の通り。なおデモ画面では｢(C) UNIVERSAL｣と明記されており、ライセンスを取っていることがわかる。
- ミサイルの先端にプロペラ状のものが付いており、敵UFOへの当たり判定はここだけ。ミサイルの胴体をUFOに当てるとミスとなる。
- 隕石のデザインは"×"と"＋"を交互に繰り返すアニメーション。
- UFOの上にステーションがあり、ドッキングするステーションによって得点が異なる。
- ドッキング後は上から下へミサイルが進むのが、『ギャラクシーウォーズ』との最大の違い。この時もUFOを破壊できる。
- 降下完了すると、UFOが8機に戻ってまた下からミサイルが上昇する。したがって面クリアは存在しない。
- 基板は『スペースフィーバー』『シェリフ』と同じで、特定のシチュエーションで特定のBGMが鳴るという特徴を持つ。

ルナレスキュー（タイトー）
横切る隕石を避ける、光線を落とすUFOを撃ち落とす、自機を上昇させるなどの要素をより複雑に発展させたゲーム。『インベーダー』の後にリリースされたタイトーの代表作品の1つとなった。

### 移植版
- マイコン（当時のホビーパソコン・8ビットパソコンをこう呼んだ）にも移植されており、マイコン雑誌に何度も広告を載せていた有名なソフトハウスでは、九十九電機の『スーパーギャラクシーウォーズ』など。
- 1995年1月13日にイマジニアよりスーパーファミコン版が発売された。パッケージイラストはすがやみつるによる、『ゲームセンターあらし』をイメージしたキャラ(あくまで「あらしをイメージしたキャラ」であり、あらしの最大の特徴である「出っ歯」が無いため、あらしとは異なる別キャラクターである)が描かれている。アーケード版に基づく「オリジナルモード（疑似カラーを模したモードとモノクロモード）」と、高難度でのスコアアタックである「チャレンジモード」、およびリメイクである「ネオモード」がある。『あらし』で炎のコマが生まれたことを活かし（下記参照）、ネオモードでは炎のコマを使うことができる。
- レッドミサイル（トミー、1979年発売） - ギャラクシーウォーズの公式移植作品ではないがトミーから発売された玩具『レッドミサイル』の基本コンセプトである発射したミサイルを左右に動かせる部分がこのギャラクシーウォーズと同一である。この玩具は上空のヘリコプターや戦闘機を撃ち落とす内容の『レッドミサイル』とインベーダーとUFOを撃ち落とす内容の『レッドミサイルスペースアタック』の2種類が存在する。